# فلاحت فارس
فلاحت فارس نام یکی از مطبوعات استان فارس در دوران پهلوی اول است.
این روزنامه از سال ۱۳۰۷ خورشیدی به وسیله علی زارع، در شیراز به چاپ رسیده است.